# Adrien Laurent
Pour les articles homonymes, voir Laurent (patronyme).
Adrien Laurent, plus connu sous le diminutif AD Laurent, né le 28 mai 1994 à Paris est un influenceur, tiktokeur et acteur pornographique  français.
Il est principalement connu pour ses participations à plusieurs émissions de téléréalité, notamment Garde à vous et Les Princes de l'amour.
Depuis 2019, Adrien Laurent s’est reconverti dans le divertissement pour adultes, publiant du contenu pornographique sur des plateformes comme MYM et OnlyFans, où il affirme générer des revenus conséquents.
Banni d'Instagram en 2020 après la diffusion de contenus jugés inappropriés pour un public mineur, l'influenceur fait l'objet de controverses récurrentes en raison de la diffusion sur TikTok de vidéos jugées sexualisées ou violentes, mettant en avant des jeunes femmes dont l’âge semble difficile à déterminer,,.

## Biographie

### Enfance et jeunesse
Né en 1994 en France, Adrien Laurent se lance dans le basket dès l'âge de quatre ans. Il est espoir pro au Paris Levallois en tant que meneur de jeu et intègre le pôle espoir du Creps de Châtenay-Malabry,, où il figure parmi les douze meilleurs joueurs de l'Île-de-France nés en 1994. En 2009, il devient champion de France avec le pôle espoir. Par la suite, il joue dans un collège aux États-Unis, puis en Nationale 3 à Gennevilliers. En parallèle, Adrien se passionne pour le fitness grâce à son père. Il s'inscrit dans une école de commerce après ses débuts dans la téléréalité.

### Carrière dans la téléréalité
En 2016, Adrien Laurent se fait connaître auprès du grand public, lorsqu'il participe à l'émission Garde à vous sur M6. À l'âge de 22 ans, il rejoint cette émission où de jeunes hommes revivent le service militaire dans une caserne. Adrien se distingue par sa confiance en lui et sa personnalité affirmée, ce qui lui permet de se maintenir jusqu'à la fin de l'aventure. Le programme rencontre un certain succès, attirant entre 2 et 3 millions de téléspectateurs. Cette participation marque un tournant dans sa visibilité médiatique.
À la suite de sa participation à Garde à vous, Adrien Laurent rejoint une autre émission de téléréalité, Les Princes de l'amour (saison 4), diffusée sur W9. Dès son arrivée, il suscite l'attention de plusieurs prétendantes, dont Victoria et Evy. Cependant, c'est avec Elsa Dasc qu'il forme une relation amoureuse durant l'émission, captivant les téléspectateurs par leur complicité. Leur histoire d'amour devient un des éléments marquants de la saison. Après la fin de l'émission, le couple reste ensemble pendant un certain temps, mais la relation ne perdure pas à long terme.
En 2018, il participe à Friends Trip saison 4 en Thaïlande, sur NRJ 12, Adrien Laurent participe aux épreuves du programme tout en interagissant avec les autres candidats. Un moment notable de sa participation est l'arrivée de son ex-petite amie Elsa Dasc, qui rejoint l'aventure après l'élimination d'une autre candidate. Leur rencontre ravive des tensions liées à leur rupture, mais aussi des moments de réconciliation. Adrien montre une attitude de "reconquête", ce qui entraîne des échanges émotionnels et des règlements de comptes entre les deux anciens partenaires.
Dans Les Anges 10 : Let's Celebrate, diffusée en 2018 sur NRJ 12. Son physique a considérablement évolué depuis ses débuts dans l'émission. Par ailleurs, sa relation avec Shanna Kress occupe une place importante dans l'intrigue, avec des tensions qui ont mené à une séparation,.
Fin 2019, Adrien Laurent participe à la cinquième saison de La Villa des cœurs brisés dans le but de résoudre sa problématique sentimentale. Il est écarté de l'émission par la love coach Lucie Mariotti après plusieurs plaintes de ses prétendantes et des tensions avec d'autres candidats. Selon la production, il n'était pas prêt à suivre un coaching. Adrien Laurent exprime sa frustration de ne pas avoir eu l'opportunité de travailler sur ses difficultés émotionnelles. Il critique ensuite le montage de l'émission, estimant que son image a été déformée.
En 2020, Adrien participe à l'émission Les Apprentis Aventuriers 2024 sur W9, où il a formé une équipe avec Julie. Son rôle dans les épreuves est marqué par un engagement notable et une dynamique de leadership, malgré quelques tensions au sein de l'équipe. Leur aventure s'est terminée par leur élimination avant la finale, en raison de résultats moins performants lors des dernières épreuves et de conflits internes,.

### Carrière dans l'industrie pornographique et les réseaux sociaux
Après avoir gagné en notoriété grâce à sa participation à plusieurs émissions de télé-réalité et ses lives sur Instagram, Adrien opère un changement de cap en se lançant dans l'industrie pornographique(en 2021). Il a choisi de poursuivre sa carrière principalement aux États-Unis, où il est devenu acteur dans des productions pour adultes. En parallèle, il continue à entretenir sa présence sur les réseaux sociaux, en accumulant une large audience, notamment sur TikTok, où il compte plus de 1,8 million d'abonnés. Il est également actif sur des plateformes comme Mym, utilisées par des créateurs de contenu pour adultes. Cette reconversion dans l'industrie pornographique marque un tournant significatif dans sa carrière après son passage à la télévision,.

## Autres activités

### Showcases
En parallèle de sa carrière d'influenceur et d'acteur, AD Laurent développe une activité régulière de showcases dans divers clubs et événements. Ces prestations mêlent animation scénique et performances provocantes, souvent accompagnées de mises en scène audacieuses.

### Marque de vêtement: Pupuce
En 2024, il lance sa marque de vêtement Pupuce,.

### Marque de préservatif
Dans un interview avec Sam Zirah, il annonce bientôt sortir sa marque de préservatif,.

## Affaire judiciaire

### Accusation de viol
Le 20 mars 2024, une plainte est déposée contre Adrien Laurent pour des faits de viols aggravés. La victime présumée, une jeune femme de 22 ans à l'époque, accuse l'influenceur de l'avoir violée à deux reprises en avril 2018, lors de son séjour en Australie. Selon sa déposition, la première agression aurait impliqué une relation sexuelle sans préservatif contre sa volonté, et la seconde une fellation forcée.
Ces accusations sont renforcées par des témoignages et des éléments médicaux attestant des préjudices physiques et psychologiques subis par la victime. Dans sa plainte, elle décrit avoir vécu plusieurs années marquées par un traumatisme profond à la suite de ces événements. La plainte a été déposée avec constitution de partie civile au tribunal judiciaire de Paris, ce qui permet à la justice de se saisir de l'affaire.
Adrien Laurent a vivement réagi aux accusations de viol portées contre lui, qualifiant la plainte de « sketch » et exprimant son incompréhension face à la situation. Sur Instagram, il a écrit : « La pupuce en question, tu peux te manifester s'il te plaît ? Ton identité n'a toujours pas été révélée », et a ajouté : « C'est un sketch ou je rêve ? ». Adrien Laurent a insisté sur le fait que de telles accusations nuisaient au véritable combat contre les agressions sexuelles, précisant : « Le problème c'est que ce genre de fille décrédibilise le vrai combat sur les vraies agressions sexuelles et le harcèlement que peuvent subir les femmes. C'est tellement triste ». Ces réactions ont suscité une vive controverse, d'autant plus que l'avocat de la plaignante a précisé que les faits étaient « précis et circonstanciés » et corroborés par des témoignages ainsi que des éléments médicaux.

## Polémiques et controverses

### 2019-2020: Adrien Laurent avoue avoir utilisé des produits dopants
Adrien Laurent a reconnu en février 2023 avoir utilisé des produits dopants en 2019 pour améliorer sa musculature. Il explique qu'à cette époque, il se concentrait sur le fitness, mangeait huit repas par jour et atteignait 104 kilos. Il précise qu'il avait longtemps hésité en raison de ses contrats de sponsoring, mais a fini par assumer sa consommation. Toutefois, il arrête en 2020, estimant que cela n'était pas compatible avec ses activités dans la téléréalité et le fitness.

### 2020: banni d'Instagram
Pendant le confinement, Adrien Laurent lance une série de directs sur Instagram appelée AD Show, attirant l'attention par son contenu controversé. Destinés à divertir ses abonnés, ces lives incluaient des jeunes femmes exécutant des danses suggestives, ce qui a rapidement suscité de vives réactions en ligne. Plusieurs internautes ont signalé son compte, estimant ces contenus inappropriés et préoccupés par l'accès des plus jeunes. Face à la polémique et aux signalements répétés, Instagram suspend le compte d'Adrien Laurent,.

### 2024:  polémiques liées aux showcases
Les showcases d'AD Laurent sont souvent entourés de controverses, notamment en raison de leur caractère explicitement provocant. L'un des exemples les plus notables est celui d’une soirée organisée à Porrentruy, en Suisse, en septembre 2024. Lors de cet événement intitulé « Projet X », des scènes à connotation sexuelle ont été enregistrées, incluant des danseuses exécutant des gestes explicites devant un public où figuraient des mineurs ayant terminé leur scolarité. Bien que la loi suisse n'interdise pas la présence de ces jeunes à de tels spectacles, ces images ont choqué de nombreux internautes, relançant les débats sur les limites de la provocation dans les showcases publics.
Une autre controverse avait éclaté après la diffusion d'images d'un showcase précédent, où AD Laurent avait fait monter une jeune femme sur scène pour une performance suggestive. Les internautes avaient vivement critiqué ces scènes, certaines voix les qualifiant de « pure pornographie ». Ces polémiques récurrentes, bien qu'elles nuisent à son image auprès d'une partie de l'opinion publique, semblent néanmoins entretenir son statut de figure controversée du milieu événementiel.

### 2025: Aurore Bergé demande une suspension du compte TikTok
Le 14 mai 2025, le gouvernement français saisit le patron de TikTok France pour supprimer définitivement le contenu de l'influenceur. La ministre Aurore Bergé estime que AD Laurent véhicule une image déformée et toxique de la sexualité et que la domination et la violence prennent le dessus sur le consentement.

#### Commission d'enquête TikTok
Il est auditionné, en juin 2025, à l'Assemblée nationale devant la commission d’enquête portant sur les « effets psychologiques sur les mineurs » de TikTok, après avoir été désigné comme l'un des créateurs de contenus français les plus problématiques, selon une consultation citoyenne composée de 32.000 personnes,.

## Filmographie

### Émission de télévision
- 2016 : Garde à vous sur M6
- 2017 : Les Princes de l'amour 4 sur W9
- 2017 : La Villa des cœurs brisés 3 sur TFX - Invité
- 2018 : Friends Trip 4 sur NRJ 12
- 2018 : Les Anges 10 : Let's Celebrate sur NRJ 12
- 2019 : La Villa des cœurs brisés 5 sur TFX
- 2020 : 10 Couples Parfaits 4 sur TFX